# 嶋大輔
嶋 大輔（しま だいすけ、1964年5月22日 - ）は、日本のタレント、俳優、歌手。
本名は森島 裕文（）。兵庫県出身（過去に所属していた事務所のプロフィールでは神奈川県横浜市となっている）。所属事務所はキャストパワー。身長183cm。平塚学園高等学校中退。俳優の彩島圭叶は長女。

## 来歴
横浜銀蝿のコンサートを見に来ていたところ、マネージャーにスカウトされて芸能界に入る。1981年、横浜銀蝿の「ツッパリハイスクールRock'n Roll（試験編）」で銀蝿の弟分としてデビュー。同年、テレビドラマ『茜さんのお弁当』に出演し、俳優デビューを果たす。
翌1982年には「Sexy気分の夜だから」にてソロ歌手としてデビューし、嶋も出演した石立鉄男主演のドラマ『天まであがれ!』の主題歌となったシングル「男の勲章」が70万枚または約98万枚の大ヒットとなり、一躍有名となる。第15回日本レコードセールス大賞・男性新人賞も受賞し、10代を中心に人気を得る。
1988年には「スーパー戦隊シリーズ」『超獣戦隊ライブマン』に天宮勇介/レッドファルコン役で主演を務め、自ら主題歌も担当。2001年には、同役でVシネマ『百獣戦隊ガオレンジャーVSスーパー戦隊』に出演。
1994年に結婚。2000年に長女、2007年に次女が誕生。長女・彩島圭叶（旧芸名・森島圭叶、圭叶）は女優として活動している。
俳優としてテレビドラマ・映画などに出演する他、タレントとしてバラエティ番組でも活躍。特に近年では、ドラマ『木更津キャッツアイ』や『めちゃ×2イケてるッ!』のコーナー「数取団」で「男の勲章」が頻繁に使用されたことから嶋の再評価に繋がり、2003年に「男の勲章」をセルフカバーしリリース。
2005年「男の勲章」の続編「大人の勲章」をインディーズで発売し、オリコンシングルチャート初登場20位、インディーズチャート初登場1位を記録した。2006年9月には、セルフカバー・アルバム『夜露死苦 戦極襲（よろしく せんきょくしゅう）』を発売した。
2010年7月29日、名古屋市中区錦に嶋自身がプロデュースする焼肉店「焼肉 男の勲章」をオープンした。また同年には日本中央競馬会に馬主として登録。所有馬はいないが、今後は所有馬に冠名として「勲章」のドイツ語訳である「オルデン」を使用すると発表した。
長年所属していたフロム・ファーストプロダクションを離れ、2012年3月に自身で事務所フロムエースを立ち上げた。
2013年1月にスポーツ・音楽振興協会の理事長に就任し、国内・外の振興活動に務める。同年1月23日、自身初プロデュースで「星降る街角 orden version」（3曲A面シングル）をリリース。3曲目は、絆をテーマにした曲をかじのつよしと唄っている。
2013年4月、芸能界を引退。25日の記者会見で政界転身を表明し、夏の参院選に出馬の意向を示したが、最終的に断念。
2015年5月1日、プロデュースした飲食店「男の創作カレー鍋ダイニングesora（エソラ）」を福岡県春吉に開店（同年6月閉店）。同年7月13日、フジテレビ系情報番組『直撃LIVE グッディ!』に生出演し、芸能界復帰を報告。数ヶ月後、同地区に「ダイニング庵」を開店したものの、程なくして閉店した（具体的な時期は不明）。
2020年9月、ライザップのCM出演依頼をきっかけにダイエットを始め、104kgあった体重を15.7kg減らした。
2021年1月1日より株式会社YMNに所属した。
2025年7月10日より所属事務所をキャストパワーに移籍。これまで所属していた株式会社YMNとは業務提携という形になったと報告した。

## 人物
1980年10月に横浜市で開催された横浜銀蝿のコンサート中に会場のトイレで煙草を吸っていたところを、偶然そこにいた横浜銀蝿のプロダクションの社長にスカウトされる。スカウトの経緯は社長から「悪いと思っているんだろう」と言われると同時に電話番号を聞かれ、その一週間後に社長から連絡があり芸能界入りとなった。芸能界入りから一年間は、長時間のステージをこなすには体力づくりが必要という事務所の方針により体力作りが主体で、音楽の練習はほとんど行わなかった。
不良キャラで売り出していたことから、デビュー初期に地方のコンサート会場で観客に絡まれ負傷したことがあった。このとき社長から厳しく注意され、以後観客からの挑発には乗らないようになった。
特技は、野球。プロ野球の中日ドラゴンズと千葉ロッテマリーンズのファン。現在は、社会人野球チーム横浜ベイブルースの選手として競技者登録されている。
酒に弱く、アルコールを使用した菓子（ウイスキーボンボンなど）でも酔うという、いわゆる下戸である。
中央競馬で馬主登録があり、所有馬を出走させていた（登録服色：白、赤星散、黒袖赤一本輪）が、2013年10月の出走を最後に所有馬の出走がなく、2024年12月の段階ではJRAの馬主登録は抹消されている。

## エピソード

### 『超獣戦隊ライブマン』関連
- スーパー戦隊シリーズは当時から現在まで主役に若手を起用するイメージが強く、実績があった嶋の起用は異例だった。これはシリーズ10周年の特例である[注釈 1]。東映プロデューサーの鈴木武幸は、記念作品として個性を際立たせるため破天荒な主人公とすることを考え、それまでのレッド像と異なるやんちゃなキャラクターの嶋を起用したと述べている[24]。
- 『ライブマン』の出演依頼はサウナで事務所社長から直接聞かされた[8]。当初は不安もあったが、社長から「大きな挑戦となるのでぜひともやってほしい」といわれ、サウナで長時間出演の話を聞かされ意識も朦朧とする中で出演を承諾した[25][8]。
- 『ライブマン』に出演が決まった際に知人から「ジャリ番」と揶揄されたことに立腹し、子供番組が優れた作品であることを認めさせるという強い想いを抱き一年間を突っ走ったと述べている[8]。
- 『ライブマン』の撮影当初、レッドファルコンのスーツアクターである新堀和男やアクション監督の竹田道弘はキャリアを積んでいるため、余裕で仕事をこなしていたため二人に対して苛立ちがあったが、後半では打ち解けるようになり撮影の合間に一緒になって遊んでいた[25]。
- 『ライブマン』放送後のインタビューでは番組中期に行われたメンバー増加の件に触れ、「当初は複雑な心境もあったが、5人になりスケジュールに余裕ができた分だけ作品を客観視できるようになり、後半は後半として楽しく仕事ができた」と述べている[3]。
- 監督の東條昭平は、嶋について個性があってよかったといい、普段は物静かで撮影にも協力的であったと述べている[26]。
- 『ガオレンジャーVSスーパー戦隊』では嶋のみならず、新堀和男も復帰している。年齢やブランクを押しきっての演技に「やはり新堀さんはプロだ」と唸った[27]。
- 2016年11月6日、音楽ライブイベント『スーパー戦隊“魂”X 2016 東京公演 20世紀編』に出演。『ライブマン』のOP曲とED曲を披露した。会場には招待客として新堀和男も顔を見せ、嶋と久々の再会を果たした。
- 2017年に公開された映画『動物戦隊ジュウオウジャーVSニンニンジャー』においても、レッドファルコンの声で出演した（同作では、顔出しでの出演はしていない）。
- 『ひらめ筋GOLD』では、SAMURAIヒーローズのキャプテンを務めた。

## 出演

### テレビドラマ
- 茜さんのお弁当（1981年、TBS） - 石倉公一 役
- 天まであがれ!（1982年、NTV） - 村岡健二 役
- ザ・サスペンス / 川崎探偵団（1983年、TBS）
- 花咲け花子2（1983年 - 1984年、NTV）
- 月曜ドラマランド（CX）
  - ハーイあっこです（1984年）
  - ひまわりくん（1985年）
- 婦警候補生物語（1985年、NTV）
- 許せない結婚（1985年、TBS）
- のン姉ちゃん・200W（1985年、NTV）
- スタア誕生（1985年、CX） - 木田弘 役
- 翔んでる警視（1986年、TBS）
- 木曜ドラマストリート / 三姉妹探偵団（1986年、CX） - 国友刑事 役
- どうぶつ通り夢ランド（1986年 - 1987年、ANB） - 小早川吉宗 役
- ザ・ハングマン6 第12話「どっちに賭ける? 射殺ゲーム」（1987年、ABC） - 大原徹 役
- 心はロンリー気持ちは「…」VII（1988年、CX）
- スタンドバイミーII 〜気まぐれ天使〜（1988年、TBS）
- 超獣戦隊ライブマン（1988年 - 1989年、ANB） - 主演・天宮勇介 / レッドファルコン 役
- こまらせないで! 第11話「潜入! 花の応援団・学ラン姿で気分も体育系!?」（1989年、CX）
- スクラップ SCRAP（1989年、TBS）
- ドラマチック22 / お交際（つきあい）したい! ちょっと待った!（1989年、TBS）
- 月曜ドラマスペシャル（TBS）
  - お局さまはハイミス管理職（1989年）
  - 脅迫（1992年） - 青木弘 役
  - 冠婚葬祭殺人事件（1997年） - 杉江房夫 役
  - 名探偵キャサリン5 胡蝶蘭殺人事件（1998年） - 冬木和彦 役
  - パートタイマー刑事・月形兄妹の事件簿 みちのく殺意の帰郷（1998年） - 倉方誠 役
- 美空ひばり物語（1989年、TBS） - 小野満 役
- HOTEL 第9話「パワーランチ」（1990年、TBS） - 宮沢 役
- キモチいい恋したい!（1990年、CX） - 浜田耕平 役
- 東芝日曜劇場 / 花束（1990年、TBS）
- 水曜グランドロマン / 風よ、父よ、明日へ!（1990年、STV）
- 恋もスキーもカラダでしたい!!（1991年、NTV）
- 君だけに愛を（1991年、NTV） - 奥田鉄太郎 役
- 世にも奇妙な物語 / 冗費節減（1991年、CX） - 主演・山村ツトム 役
- 金曜ドラマシアター / 新OL三人旅II 飛騨高山湯けむり殺人（1991年、CX）
- 東京エレベーターガール（1992年） - 高木修司 役
- 素敵な恋をしてみたい / ウルトラマンは約束を守る（1990年、TBS）
- 映画みたいな恋したい / ツインズ（1992年、TX） - 主演
- 徳川武芸帳 柳生三代の剣（1993年、TX） - 与五郎 役
- サスペンス・明日の13章 / 凍結受精卵（1993年、KTV）
- はやぶさ新八御用帳 第3話「お化け女郎」（1993年、NHK）
- さすらい刑事旅情編VI 第17話「特急あずさの殺意・温泉芸者の純情」（1994年、ANB）
- 坊っちゃんちゃん（1996年、TBS） - 野だいこ 役
- 愛の劇場（TBS）
  - ひとりっ子同志（1996年）
  - たのしい幼稚園（2001年） - 山本茂雄 役
  - 愛のうた!（2007年） - 小峰直也 役
- 火曜サスペンス劇場（NTV）
  - 刑事（1997年） - 赤坂彰夫 役
  - 海の道（1999年） - 峰隆生 役
  - 逆転有罪（2000年） - 高木晃彦 役
- 土曜ワイド劇場（ANB）
  - 京都お見合いツアー殺人事件（1997年） - 石倉竜一 役
  - 鉄道おんな捜査官、花村乃里子の大決断!（2000年）
- 新・腕におぼえあり よろずや平四郎活人剣 第2話「浮気妻」（1998年、NHK） - 若狭屋の桝蔵 役
- はみだし刑事情熱系3 第7話「身代わりの女! 銃口を向けられて…」（1998年、ANB） - 星野修 役
- ハッピー 愛と感動の物語 第7話「お母さんは嘘つき!…傷ついた少年の心を癒した盲導犬」（1999年、TX）
- ザ・ドクター 第2話「生命よりフルートなんかが大事か!?」、第3話「何、倉田先生が自殺!?」（1999年、TBS）
- 次郎長三国志（2000年、TX） - 角井門之助 役
- バーチャルガール 第5話「氷上の激突! 狂ったオリンピックへの道」（2000年、NTV） - 沖田昌樹 役
- 刑事（2000年、NTV） - 野田秀明 役
- ウルトラマンコスモス（2001年 - 2002年、MBS） - ヒウラ 役
- 木更津キャッツアイ（2002年、TBS） - 男の勲章・店長 役
- 天才てれびくん アハハ!〜ホントのやさしさって何?〜（2002年、NHK-ETV）
- ケータイ刑事 銭形愛 第12話「サンタが街にやってきた〜クリスマス誘拐事件〜」（2002年、BS-i） - 赤木文彦 役
- ひと夏のパパへ 第6話「大人の駆け引きなんか見たくない」（2003年、TBS） - 楠木刑事 役
- TRICK3 第1話「密室の謎 言霊で人を操る男」、第2話「言霊で人を操る男…解決編」（2003年、ANB） - 井上真一 役
- 月曜ミステリー劇場 / ざこ検事・潮貞志の事件簿2（2004年、TBS） - 金本勝 役
- 富豪刑事 第7話「富豪刑事の古美術品騒動」（2005年、ANB） - 戸塚一彦 役
- 虚貌 顔のない殺人者（2005年、ANB） - 吉井刑事 役
- 家族善哉（2006年、TBS） - 石井紘太郎 役
- 水曜ミステリー9（TX）
  - 港町人情ナース2 伊豆温泉リゾート殺人事件（2007年） - 三沢明彦 役
  - 落としの鬼 刑事 澤千夏〜半落ちの女〜（2012年） - 河田安治 役
  - 温泉女将ふたりの事件簿1 〜愛媛道後温泉 五・七・五の殺人〜（2012年） - 一本木孝 役
- 超高層マンションの妻（2008年、ANB） - 平沼謙三 役
- ヤスコとケンジ（2008年、NTV） - 渋谷勝 役
- ママはニューハーフ（2009年、TX） - 栞 役
- 連続テレビ小説 / ウェルかめ（2009年、NHK） - 鈴木三平 役
- 中学生日記（2010年、NHK） - 室田大輔 役
- フリーター、家を買う。（2010年、CX） - 真田勝也 役
  - フリーター、家を買う。スペシャル（2011年、CX） - 真田勝也 役
- 七福神!（2011年、CX）
- 今日から俺は!!（2018年、NTV） - アバンナレーション

### 映画
- みゆき（1983年、東宝） - 間崎竜一 役
- コミック雑誌なんかいらない!（1986年、ニュー・センチュリー・プロデューサーズ）
- 愛しのハーフムーン（1987年、にっかつ） - 石田弘一 役
- さらば愛しき人よ（1987年、松竹富士） - 間柴秀一 役
- アラカルトカンパニー（1987年、東映クラシックフィルム） - 岡本隆彦 役
- マリリンに逢いたい（1988年、松竹富士） - 尾形研司 役
- ふうせん（1990年、東映） - 水沼 役
- 8マン すべての寂しい夜のために（1992年、リム出版）
- BLOOD 狼血（1999年、日活） - 本田医師 役
- 蝉祭りの島（2000年、アルゴ・ピクチャーズ）
- 借王<シャッキング> THE MOVIE 2000（2000年、日活） - 本宮孝夫 役
- ウルトラシリーズ（松竹） - ヒウラ ハルミツ 役
  - ウルトラマンコスモス2 THE BLUE PLANET（2002年）
  - ウルトラマンコスモスVSウルトラマンジャスティス THE FINAL BATTLE（2003年）
- 木更津キャッツアイ 日本シリーズ（2003年、アスミック・エース） - 男の勲章・店長 役
  - 木更津キャッツアイ ワールドシリーズ（2006年、アスミック・エース） - 男の勲章・店長 役
- 怪談新耳袋 劇場版（2004年、スローラーナー）
- ハルウララ（2005年、キネマスターフィルム）
- 戦国自衛隊1549（2005年、東宝） - 三國陸曹長 役
- ロックンロール★ダイエット!（2008年、バイオタイド） - 主演・江口巌 役
- 細菌列島（2009年、東宝）
- 女神戦隊ヴィーナスファイブ（2009年、M'sワールド） - 池辺良介 役
- わさお（2011年、東映） - 井原 役
- 劇場版 動物戦隊ジュウオウジャーVSニンニンジャー 未来からのメッセージ from スーパー戦隊（2017年、東映） - レッドファルコンの声

### オリジナルビデオ
- トップライダー（1991年、日活） - 主演
- 特攻! ヤンママ仁義（1995年、東映ビデオ）
- B面の夏（1995年、タキコーポレーション）
- シュガー 天使の咆哮（1996年、日活）
- インフェルノ 蹂躙（1997年、日活）
- 卍（1998年、徳間ジャパン・コミュニケーションズ）
- 怨霊（1999年、イメージファクトリー）
- 銀鮫 銀座金融伝説（1999年、ミュージアム）
- 男たちの墓標 事件屋稼業（2000年、ミュージアム）
- 百獣戦隊ガオレンジャーVSスーパー戦隊（2001年、東映ビデオ） - 天宮勇介 / レッドファルコン 役
- 岸和田少年愚連隊 ゴーイング・マイウェイ（2004年、松竹） - マケン 役
- 実録・名古屋やくざ戦争 統一への道3（2004年、GPミュージアム）
- 実録・名古屋やくざ戦争 統一への道 完結編（2004年、GPミュージアム）
- 筋モンリーグ 野球篇（2006年、GPミュージアム）
- 恐喝こそ、我が人生（2006年、GPミュージアム） - 茂 役

### 舞台
- シグナスとレオ（1989年、池袋サンシャイン劇場）
- スライス・オブ・サタデーナイト（1992年 - 1993年、シアターアプル）
- 権八小紫（1994年 - 1995年、新橋演舞場 他）
- ドラキュラ・イン・ジャパン 愛・時をこえて（1997年、御園座・新歌舞伎座）
- 半七捕物帳（1998年、御園座）
- 信長（1998年、新歌舞伎座） - 佐久間盛重
- 三人の石松（2000年、新歌舞伎座）
- 新版 雪之丞変化（2000年、新歌舞伎座）

### その他のテレビ番組
- 最強の男は誰だ!壮絶筋肉バトル!!スポーツマンNo.1決定戦（TBS） - 初代優勝者
- ひらめ筋GOLD（日本テレビ） - SAMURAIヒーローズキャプテン
- ラジかる!!→ラジかるッ（日本テレビ） - 嶋大輔の「男の勲章 今日も同伴」、「オレ様のブランチ」（火曜日）
- 中井正広のブラックバラエティ（日本テレビ） - 準レギュラー
- 週刊UMAJIN（BSフジ） - もりちえみと司会進行（「ケイバdeブレイク!」から担当）

### ラジオ
- パノラマワイド 今夜もよろしく（TBSラジオ）
- 慎吾と大輔 どんまいフレンド（1984年4月9日 - 10月12日、ニッポン放送） - 風見慎吾と共演
- 嶋大輔・伊藤さやかのヨロシク最高！（1982年10月4日 - 1983年4月1日、ニッポン放送） - 伊藤さやかと共演
- 真夜中ギンギラ大放送（ラジオ関西）
- 嶋大輔「俺たちの勲章」（2022年6月7日 - 、発するFM）

### ゲーム
- 喧嘩番長（スパイク） - イメージキャラクター、ゲーム中にも実写映像あり
- 喧嘩番長2 フルスロットル（スパイク） - イメージキャラクター、ゲーム中にも隠しボスとして登場

## ディスコグラフィ

### シングル
| 発売日                      | 面                          | タイトル                         | 作家情報                                                   | 作家情報                                      | 作家情報                    | オリコン                    | オリコン                    | オリコン                    | 規格                        | 規格品番                    |
| 発売日                      | 面                          | タイトル                         | 作詞                                                       | 作曲                                          | 編曲                        | 最高位                      | 登場回数                    | 売上                        | 規格                        | 規格品番                    |
| キングレコード / 嵐レコード | キングレコード / 嵐レコード | キングレコード / 嵐レコード      | キングレコード / 嵐レコード                                | キングレコード / 嵐レコード                   | キングレコード / 嵐レコード | キングレコード / 嵐レコード | キングレコード / 嵐レコード | キングレコード / 嵐レコード | キングレコード / 嵐レコード | キングレコード / 嵐レコード |
| --------------------------- | --------------------------- | -------------------------------- | ---------------------------------------------------------- | --------------------------------------------- | --------------------------- | --------------------------- | --------------------------- | --------------------------- | --------------------------- | --------------------------- |
| 1982年2月10日               | A                           | Sexy気分の夜だから               | 翔                                                         | 翔                                            | 馬飼野康二                  | 7位                         | 10回                        | 16.2万枚                    | EP                          | K07S-270                    |
| 1982年2月10日               | B                           | お前に会いたい                   | タミヤヨシユキ                                             | タミヤヨシユキ                                | 馬飼野康二                  | 7位                         | 10回                        | 16.2万枚                    | EP                          | K07S-270                    |
| 1982年4月28日               | A                           | 男の勲章                         | Johnny                                                     | Johnny                                        | Johnny                      | 3位                         | 18回                        | 37.7万枚                    | EP                          | K07S-285                    |
| 1982年4月28日               | B                           | ぶっちぎりRock'n Roll            | 嵐ヨシユキ                                                 | 嵐ヨシユキ                                    | 嵐ヨシユキ                  | 3位                         | 18回                        | 37.7万枚                    | EP                          | K07S-285                    |
| 1982年8月11日               | A                           | 暗闇をぶっとばせ!!               | 嵐ヨシユキ                                                 | Johnny                                        | T.C.R.横浜銀蝿R.S.          | 1位                         | 11回                        | 28.0万枚                    | EP                          | K07S-322                    |
| 1982年8月11日               | B                           | ルンルン気分でRock'n Roll        | 嶋大輔                                                     | TAKU                                          | T.C.R.横浜銀蝿R.S.          | 1位                         | 11回                        | 28.0万枚                    | EP                          | K07S-322                    |
| 1982年11月24日              | A                           | お前だけI Love You               | 嵐ヨシユキ                                                 | Johnny                                        | 若草恵                      | 4位                         | 10回                        | 13.3万枚                    | EP                          | K07S-351                    |
| 1982年11月24日              | B                           | 原チャリ★デート                  | 嶋大輔                                                     | 嶋大輔                                        | 若草恵                      | 4位                         | 10回                        | 13.3万枚                    | EP                          | K07S-351                    |
| 1983年4月27日               | A                           | 男は道化師さ                     | 嵐ヨシユキ                                                 | 鈴木キサブロー                                | アキ&イサオ                 | 18位                        | 10回                        | 7.3万枚                     | EP                          | K07S-394                    |
| 1983年4月27日               | B                           | 夏よ来い                         | 嵐ヨシユキ                                                 | 鈴木キサブロー                                | アキ&イサオ                 | 18位                        | 10回                        | 7.3万枚                     | EP                          | K07S-394                    |
| 1983年9月21日               | A                           | 無邪気な天使                     | Johnny                                                     | Johnny                                        | T.C.R.横浜銀蝿R.S.          | 32位                        | 8回                         | 3.9万枚                     | EP                          | K07S-415                    |
| 1983年9月21日               | B                           | 只今失恋真最中                   | 翔                                                         | 森田公一                                      | 後藤次利                    | 32位                        | 8回                         | 3.9万枚                     | EP                          | K07S-415                    |
| 1984年4月21日               | A                           | ハードボイルド・ロマンス “奇麗”  | 吉田匠一                                                   | 馬場孝幸                                      | 矢野立美                    | 43位                        | 7回                         | 2.7万枚                     | EP                          | K07S-501                    |
| 1984年4月21日               | B                           | 泣きながらハイウェイ！           | 吉田匠一                                                   | 馬場孝幸                                      | 矢野立美                    | 43位                        | 7回                         | 2.7万枚                     | EP                          | K07S-501                    |
| キングレコード              |                             |                                  |                                                            |                                               |                             |                             |                             |                             |                             |                             |
| 1984年8月21日               | A                           | 君はダンシング・エンジェル       | ジャンカルロ・ビガッツィ ウンベルト・トッツィ 訳詞：橋本淳 | ジャンカルロ・ビガッツィ ウンベルト・トッツィ | 矢野立美                    | 40位                        | 6回                         | 2.1万枚                     | EP                          | K07S-606                    |
| 1984年8月21日               | B                           | 魅力度100%LADY                   | 橋本淳                                                     | 奥慶一                                        | 矢野立美                    | 40位                        | 6回                         | 2.1万枚                     | EP                          | K07S-606                    |
| 1984年10月21日              | A                           | チャーミーダンス                 | 渡辺敬之                                                   | 渡辺敬之                                      | 渡辺敬之                    | 90位                        | 2回                         | 0.4万枚                     | EP                          | K07S-650                    |
| 1984年10月21日              | B                           | 黒い瞳                           | 橋本淳                                                     | 馬場孝幸                                      | 入江純                      | 90位                        | 2回                         | 0.4万枚                     | EP                          | K07S-650                    |
| 1984年12月21日              | A                           | 純哀物語                         | 高島俊一                                                   | 鈴木邦彦                                      | 奥慶一                      |                             |                             |                             | EP                          | K07S-676                    |
| 1984年12月21日              | B                           | Forever My Love -さよならのとき- | 河田未央子                                                 | 鈴木邦彦                                      | 奥慶一                      |                             |                             |                             | EP                          | K07S-676                    |
| 1985年11月21日              | A                           | ブルーハイウェイ                 | 大津あきら                                                 | 鈴木キサブロー                                | 入江純                      |                             |                             |                             | EP                          | K07S-10059                  |
| 1985年11月21日              | B                           | Jの湾岸物語                      | 大津あきら                                                 | 鈴木キサブロー                                | 入江純                      |                             |                             |                             | EP                          | K07S-10059                  |
| 1986年7月21日               | A                           | 哀愁コネクション                 | 吉元由美                                                   | 若子内悦郎                                    | 若子内悦郎                  |                             |                             |                             | EP                          | K07S-10089                  |
| 1986年7月21日               | B                           | レイニー・ウォーク               | 吉元由美                                                   | 若子内悦郎                                    | 若子内悦郎                  |                             |                             |                             | EP                          | K07S-10089                  |
| 日本コロムビア              |                             |                                  |                                                            |                                               |                             |                             |                             |                             |                             |                             |
| 1988年3月1日                | A                           | 超獣戦隊ライブマン               | 大津あきら                                                 | 小杉保夫                                      | 藤田大土                    |                             |                             |                             | EP                          | CK-805                      |
| 1988年3月1日                | B                           | あしたに生きるぜ                 | 大津あきら                                                 | 小杉保夫                                      | 藤田大土                    |                             |                             |                             | EP                          | CK-805                      |
| イズム                      |                             |                                  |                                                            |                                               |                             |                             |                             |                             |                             |                             |
| 2003年7月19日               | 1                           | 男の勲章                         | Johnny                                                     | Johnny                                        |                             |                             |                             |                             | CD                          | CECH11001                   |
| 2003年7月19日               | 2                           | 男の勲章（カラオケ）             | -                                                          | Johnny                                        |                             |                             |                             |                             | CD                          | CECH11001                   |
| ダイキサウンド              |                             |                                  |                                                            |                                               |                             |                             |                             |                             |                             |                             |
| 2004年3月30日               | 1                           | ガンバッテるんだ!                | 真崎修                                                     | 真崎修                                        |                             |                             |                             |                             | CD                          | CTR-4003                    |
| 2004年3月30日               | 2                           | 今を駆ける                       | 嶋大輔                                                     | 上野義雄                                      |                             |                             |                             |                             | CD                          | CTR-4003                    |
| ベルウッドレコード          |                             |                                  |                                                            |                                               |                             |                             |                             |                             |                             |                             |
| 2005年9月28日               | 1                           | 大人の勲章                       | Johnny                                                     | Johnny                                        | 岡ナオキ                    | 20位                        | 4回                         |                             | CD                          | BZCM-1014                   |
| 2005年9月28日               | 2                           | Still                            | kenko-p                                                    | 大和田崇                                      | 大和田崇                    | 20位                        | 4回                         |                             | CD                          | BZCM-1014                   |
| 2005年9月28日               | 3                           | The Last Night                   | kenko-p                                                    | 金田一郎                                      | 金田一郎                    | 20位                        | 4回                         |                             | CD                          | BZCM-1014                   |

#### コラボレーション
| 発売日                                     | 面                            | タイトル                      | 作家情報                      | 作家情報                      | 作家情報                      | オリコン                      | オリコン                      | オリコン                      | 規格                          | 規格品番                      |
| 発売日                                     | 面                            | タイトル                      | 作詞                          | 作曲                          | 編曲                          | 最高位                        | 登場回数                      | 売上                          | 規格                          | 規格品番                      |
| キングレコード / 嵐レコード                | キングレコード / 嵐レコード   | キングレコード / 嵐レコード   | キングレコード / 嵐レコード   | キングレコード / 嵐レコード   | キングレコード / 嵐レコード   | キングレコード / 嵐レコード   | キングレコード / 嵐レコード   | キングレコード / 嵐レコード   | キングレコード / 嵐レコード   | キングレコード / 嵐レコード   |
| 嶋大輔 & 杉本哲太+1（矢吹薫）              | 嶋大輔 & 杉本哲太+1（矢吹薫） | 嶋大輔 & 杉本哲太+1（矢吹薫） | 嶋大輔 & 杉本哲太+1（矢吹薫） | 嶋大輔 & 杉本哲太+1（矢吹薫） | 嶋大輔 & 杉本哲太+1（矢吹薫） | 嶋大輔 & 杉本哲太+1（矢吹薫） | 嶋大輔 & 杉本哲太+1（矢吹薫） | 嶋大輔 & 杉本哲太+1（矢吹薫） | 嶋大輔 & 杉本哲太+1（矢吹薫） | 嶋大輔 & 杉本哲太+1（矢吹薫） |
| ------------------------------------------ | ----------------------------- | ----------------------------- | ----------------------------- | ----------------------------- | ----------------------------- | ----------------------------- | ----------------------------- | ----------------------------- | ----------------------------- | ----------------------------- |
| 1983年1月12日                              | A                             | 大輔★哲太のRock'n Roll        | 翔                            | 翔                            | 若草恵                        | 6位                           | 10回                          | 14.6万枚                      | EP                            | K07S-366                      |
| 1983年1月12日                              | B                             | のれのれRock'n Roll           | TAKU                          | TAKU                          | 若草恵                        | 6位                           | 10回                          | 14.6万枚                      | EP                            | K07S-366                      |
| 大輔 & DICE                                |                               |                               |                               |                               |                               |                               |                               |                               |                               |                               |
| 1985年5月5日                               | A                             | ジャンクション                | 高埜シュウイチ                | 高埜シュウイチ                | 高埜シュウイチ                |                               |                               |                               | EP                            | K07S-10009                    |
| 1985年5月5日                               | B                             | ベルベットの罠                | 高埜シュウイチ                | 高埜シュウイチ                | 高埜シュウイチ                |                               |                               |                               | EP                            | K07S-10009                    |
| 三原じゅん子（ゲスト・ヴォーカル／嶋大輔） |                               |                               |                               |                               |                               |                               |                               |                               |                               |                               |
| 1985年12月21日                             | A                             | Easy悪Rock'n Roll             | 美衣紫かず美 酒田踊           | 木下豊美雄                    | 入江純                        |                               |                               |                               | EP                            | K07S-10074                    |
| 1985年12月21日                             | B                             | Be My Baby                    | Spector Greenwich Barry       | Spector Greenwich Barry       | 長岡道夫                      |                               |                               |                               | EP                            | K07S-10074                    |
| ベルウッドレコード                         |                               |                               |                               |                               |                               |                               |                               |                               |                               |                               |
| 嶋大輔 & ロックンロール★ダイエットBAND     |                               |                               |                               |                               |                               |                               |                               |                               |                               |                               |
| 2008年9月13日                              | 1                             | ロックンロール★ダイエット!    | 神尾麦                        | 都田和志                      |                               |                               |                               |                               | CD                            | BZCM-1023                     |
| 2008年9月13日                              | 2                             | Rock'n Roll Highway           | 神尾麦                        | 都田和志                      |                               |                               |                               |                               | CD                            | BZCM-1023                     |
| 2008年9月13日                              | 3                             | Jump The Gunsのテーマ         |                               |                               |                               |                               |                               |                               | CD                            | BZCM-1023                     |

### アルバム

#### オリジナル・アルバム
| 発売日                      | アルバム                               | 規格                        | 規格品番                    |
| キングレコード / 嵐レコード | キングレコード / 嵐レコード            | キングレコード / 嵐レコード | キングレコード / 嵐レコード |
| --------------------------- | -------------------------------------- | --------------------------- | --------------------------- |
| 1982年6月                   | 大輔命                                 | LP                          | K28A-260                    |
| 1982年11月                  | 大輔命II                               | LP                          | K28A-353                    |
| 1984年                      | 大輔命III                              | LP                          | K28A-470                    |
| キングレコード              |                                        |                             |                             |
| 1984年12月21日              | チャレンジャー                         | LP                          | K28A-614                    |
| ベルウッドレコード          |                                        |                             |                             |
| 2006年9月21日               | 夜露死苦 戦極襲                        | CD                          | BZCS-1041                   |
| YMN RECORDS                 |                                        |                             |                             |
| 2024年8月28日               | Memories and Beginnings 〜時を越えて〜 | CD                          | YMN-001                     |

#### ライブ・アルバム
| 発売日                      | アルバム                                                            | 規格                        | 規格品番                    |
| キングレコード / 嵐レコード | キングレコード / 嵐レコード                                         | キングレコード / 嵐レコード | キングレコード / 嵐レコード |
| --------------------------- | ------------------------------------------------------------------- | --------------------------- | --------------------------- |
| 1983年                      | 嶋大輔 vs 杉本哲太 – “ヨ・ロ・シ・ク!!”Rock'n Roll集会Live In武道館 | LP                          | K28A-364                    |

#### カバー・アルバム
| 発売日    | タイトル       | 収録曲 | レーベル                    | 規格 | 規格品番 |
| --------- | -------------- | --- | --------------------------- | ---- | -------- |
| 1983年7月 | 銀蝿一家の世界 | A面 1. ジェームスディーンのように 2. あいつに首ったけ 3. 大輔･哲太のロックン･ロール 4. パーティー･ナイト 5. 潮のかほり B面 1. セクシー気分の夜だから 2. プラトニック･ラヴ 3. ヘイ!!彼女 4. ロアーズ 5. ゆくさきゃ横浜 | キングレコード / 嵐レコード | LP   | K28A-415 |

#### オムニバス・アルバム
| 発売日        | アルバム                               | レーベル                   | 規格 | 規格品番 |
| ------------- | -------------------------------------- | -------------------------- | ---- | -------- |
| 1988年6月1日  | 超獣戦隊ライブマン ヒット曲集          | 日本コロムビア             | LP   | CAK-836  |
| 2008年7月16日 | まりもっこりベスト もっこりお楽しみBOX | ビクターエンタテインメント | CD   | VIZL-285 |

#### ベスト・アルバム
| 発売日         | タイトル             | 収録曲 | 規格           | 規格品番  |
| キングレコード | キングレコード       | キングレコード | キングレコード |           |
| -------------- | -------------------- | --- | -------------- | --------- |
| 2010年7月7日   | パーフェクト・ベスト | 1. SEXY気分の夜だから 2:57 2. お前に会いたい 2:59 3. 男の勲章 3:01 4. ぶっちぎりRock'n Roll 2:04 5. 暗闇をぶっとばせ 3:16 6. ルンルン気分でRock'n Roll 2:49 7. お前だけ I Love You 3:53 8. 原チャリ★デート 2:43 9. 男は道化師さ 3:48 10. 夏よ来い 3:19 11. 無邪気な天使 3:38 12. 只今失恋真最中 3:30 13. ハードボイルド・ロマンス"奇麗" 3:25 14. 君はダンシング・エンジェル 3:51 15. チャーミーダンス 3:08 16. 純哀物語 3:42 17. ジャンクション 3:34 18. ブルー・ハイウェイ 3:37 19. 哀愁コネクション 3:44 20. 大輔★哲太のRock'n Roll 3:44 | CD             | KICS-1588 |

### タイアップ一覧
| 曲名              | タイアップ                                         | 収録作品                                      |
| ----------------- | -------------------------------------------------- | --------------------------------------------- |
| 男の勲章          | NTV-TV系“グランド劇場”『天まであがれ!』主題歌      | シングル「男の勲章」                          |
| 無邪気な天使      | NTV系テレビドラマ『花咲け花子』主題歌              | シングル「無邪気な天使」                      |
| 只今失恋真最中    | 東宝=キティ・フィルム提携作品映画『みゆき』挿入歌  | シングル「無邪気な天使」                      |
| チャーミーダンス  | ライオン『チャーミーグリーン』コマーシャル・ソング | シングル「チャーミーダンス」                  |
| Easy悪Rock'n Roll | 月曜ドラマランド『いじわる看護婦』テーマ曲         | コラボレーションシングル「Easy悪Rock'n Roll」 |